# Liparis truncicola
Liparis truncicola är en orkidéart som beskrevs av Rudolf Schlechter. Liparis truncicola ingår i släktet gulyxnen, och familjen orkidéer. Inga underarter finns listade i Catalogue of Life.